# Limberg (Herrschaft)

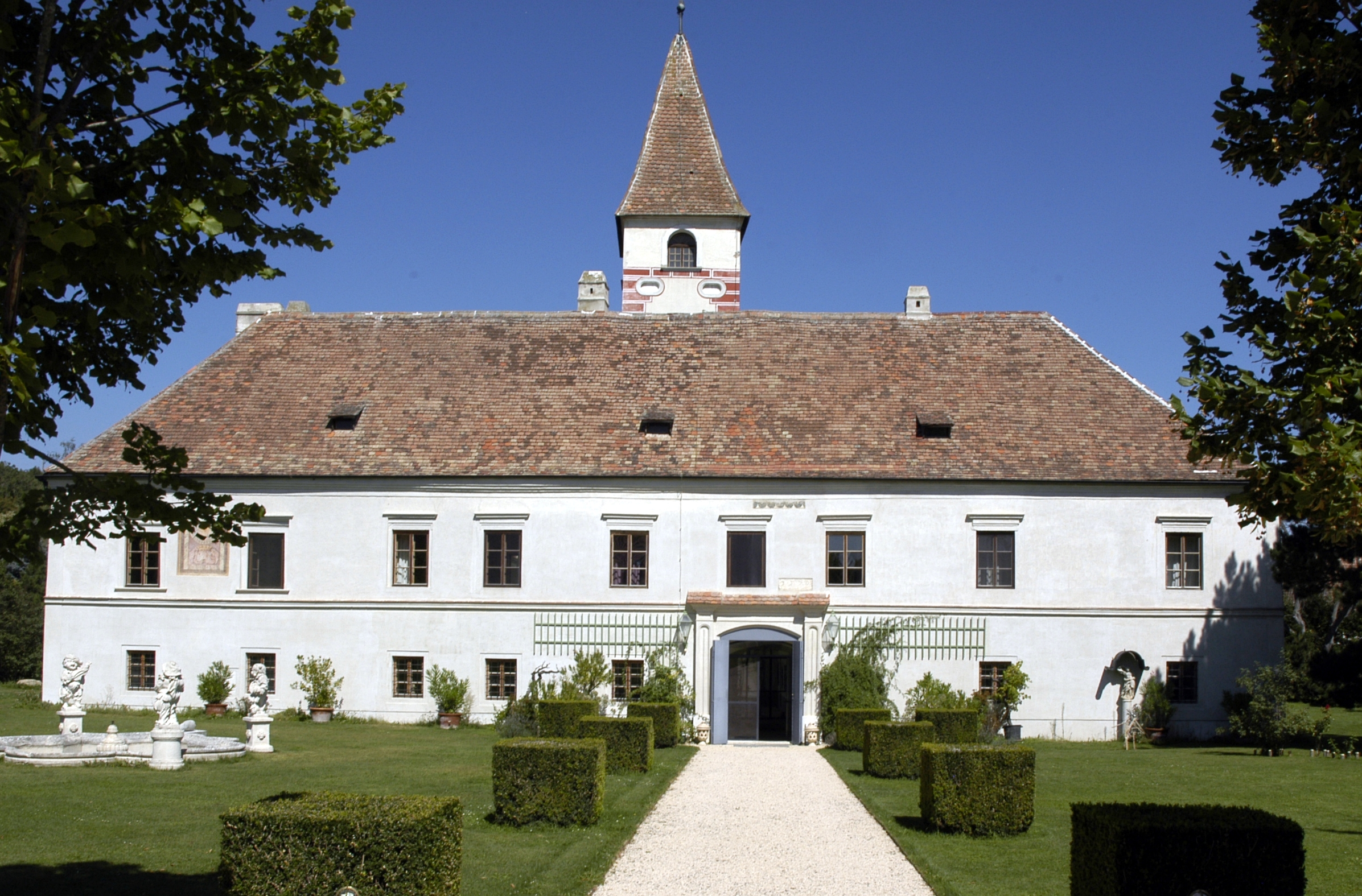
Schloss Limberg, Sitz der Verwaltung (2012)

Die Herrschaft Limberg war eine Grundherrschaft im Viertel ober dem Manhartsberg im Erzherzogtum Österreich unter der Enns, dem heutigen Niederösterreich.

## Ausdehnung
Zur Herrschaft gehörte auch die Herrschaft Veste Eggenburg. Sie umfasste zuletzt die Ortsobrigkeit über Limberg, Straning, Oberretzbach, Großmaiseldorf und Ziersdorf. Der Sitz der Verwaltung befand sich im Schloss Limberg.

## Geschichte
Das Stift Altenburg war reich begütert und verfügte im Waldviertel neben der Herrschaft Altenburg über mehrere Herrschaften. Letzter Inhaber war Honorius Burger in seiner Funktion als Abt des Stiftes, bevor die Herrschaft nach den Reformen 1848/1849 aufgelöst wurde.